# Правителство на Стефан Софиянски
Правителството на Стефан Софиянски е осемдесет и шестото правителство на Република България (второто служебно), назначено с Указ № 100 на Президента на Република България  Петър Стоянов от 12 февруари 1997 г. Управлява страната до 21 май 1997 г., след което е наследено от правителството на Иван Костов.

## Политика
Основната задача на служебното правителство на Стефан Софиянски е да се успокои политическата обстановка в страната и да подготви предсрочни парламентарни избори. Едновременно с това да се стабилизират спешно финансовата система и българският лев. На 13 февруари 1997 г. официалният курс на щатския долар достига 3000 лева‚ а месечната инфлация – 243%.
Три месеца по-късно обстановката в страната е по-спокойна, инфлацията е 0,7%‚ а доларът се котира за около 1550 лева. На 19 април същата година са проведени парламентарни избори, признати за честни от всички политически сили. Обединените демократични сили печелят убедително и образуват второто правителство на СДС.

## Съставяне
Служебният кабинет, оглавен от Стефан Софиянски, е образуван от политически дейци на СДС и безпартийни експерти. Разпределението на министрите е в съотношение 10:6.

### Кабинет
Сформира се от следните 16 министри и един председател:
| министерство                                 | име | име                 | партия     |
| -------------------------------------------- | --- | ------------------- | ---------- |
| министър-председател                         |     | Стефан Софиянски    | СДС        |
| заместник министър-председател, промишленост |     | Александър Божков   | СДС        |
| заместник министър-председател, правосъдие   |     | Хараламби Анчев1    | безпартиен |
| външни работи                                |     | Стоян Сталев        | безпартиен |
| финанси                                      |     | Светослав Гаврийски | безпартиен |
| вътрешни работи                              |     | Богомил Бонев       | СДС        |
| отбрана                                      |     | Георги Ананиев      | СДС        |
| здравеопазване                               |     | Емил Таков          | безпартиен |
| култура                                      |     | Емил Табаков        | безпартиен |
| териториално развитие и строителство         |     | Никола Карадимов    | безпартиен |
| образование, наука и технологии              |     | Иван Лалов          | безпартиен |
| земеделие и хранителна промишленост          |     | Румен Христов       | СДС        |
| околна среда                                 |     | Иван Филипов        | безпартиен |
| труд и социални грижи                        |     | Иван Нейков         | СДС        |
| търговия и външноикономически връзки         |     | Даниела Бобева      | безпартиен |
| енергетика                                   |     | Георги Стоилов      | безпартиен |
| транспорт                                    |     | Вилхелм Краус       | СДС        |

- 1: – по организацията и провеждането на парламентарните избори.

### Промени в кабинета

#### от 24 март 1997
| министерство          | име | име               | партия     |
| --------------------- | --- | ----------------- | ---------- |
| икономическа политика |     | Красимир Ангарски | безпартиен |